# Rokiczanka
Rokiczanka (Рокічанка, Рокітнянка) — польський фольклорний музичний гурт, заснований у 2001 році у містечку Рокітно біля Любартова.
Гурт виконує традиційні народні пісні не лише Люблінщини, а й усієї Польщі. Аранжування надає музиці більш сучасного звучання, ніж у інших гуртів. Таким чином, представляючи народну музику з нової перспективи, гурт намагається популяризувати народні традиції серед ширшої аудиторії.
Репертуар колективу складається з традиційних, народних пісень, що передається з покоління в покоління. Подальшою його передачею опікуються народні співці — ентузіасти. Професійні музиканти дбають про те, щоб аранжування було привабливим для широкої аудиторії. Творчим поєднанням цих напрямків керує Іренеуш Бачонко з Любліна — музикант, акордеоніст, музичний керівник гурту.

## Історія

### Створення гурту
Початок гурту датується 2001 роком, коли група друзів з Рокітно під Любліном вирішила серйозно зайнятися фольклором і показати світові, що «поляки — не гуси» і… мають власну музику! Відтоді «Rokiczanka» окунає слухачів у магічний світ фольклору, який сповнений спонтанності, радості також задумливості і ностальгії. Ансамбль є музичним «плавильним котлом», в якому сплітаються два різні світи. Перший складається зі співаків — любителів народної культури, які присвячують себе всім серцем популяризації нашої польської традиції. Другий — це музиканти, які чудово поєднують інструментальну віртуозність з традиційними народними мелодіями. Всіх їх об'єднує спільна пристрасть до дії та творчості. Все це становить своєрідну музичну етно-перлину, звучання якої вже багато років вирізняється на польській фольклорній сцені. Оригінальність композицій випливає з ясності та простоти послання, без зайвих ускладнень інструментальної та вокальної сфери, при цьому найвищий акцент робиться на характері та якості виконання. Любов до традицій, фольклору, народності та бажання передати спільну національну спадщину привела «Rokiczanka» на власний мистецький шлях. Пісні гурту, наповнені автентичними звуками старої сільської місцевості, показують, що польський фольклор все ще модний, свіжий і вічно молодий.

### Перші досягнення
Лише після 10 років діяльності, переважно концертної, гурт вирішив випустити свій дебютний альбом «W moim ogródecku» у 2011 році, що містив 9 пісень. Цей дебютний альбом отримав високу оцінку, будучи номінованим на звання Фольклорного альбому року в опитуванні Wirtualne Gęśle. З маловідомого комунального колективу «Rokiczanka» перетворилася на групу, визнану в колах польської народної музики.
Збільшенню популярності гурту також сприяли професійні кінематографічні музичні кліпи зняті Даміаном Бенеком і Пьотром Смоленським. Відео на головний трек дебютного альбому «W moim ogródecku» було номіновано на премію Yach Film Festival 2013 у категорії найкраща операторська робота. Інше відео, зняте режисером Даміаном Бенеком на пісню «Lipka», був дуже тепло сприйнятий користувачами Інтернету. Обидва вищезгадані музичні відео були зняті в музеї під відкритим небом Музею люблінського села в Любліні. У 2016 році вийшов ще один альбом Ой, грай мій музикант! і на нього було знято два барвисті кліпи: «Oj, zagraj mi muzyko!» і «Wyszłabym za dziada». Серед здобутків гурту — популярна пасторальна пісня (колядка) «Pastorałka od serca do ucha» (слова: Анна Зайончковська, Ева Музик, музика: Іренеуш Бачонко), на яку створено різдвяний кліп.

### Цікаві факти
Також при гуртові діє дитячо-юнацький вокальний гурт «Mała Rokiczanka», який випустив свій альбом «Muzyczne adventures».
«Rokiczanka» — це здебільшого сімейний гурт (Васаки та Мазурки). Крім того, альбом «W moim ogródecku» містить кавер на Державного народного ансамблю пісні і танцю «Mazowsze» під назвою «To i hola», яку співає Агнешка Щепанік (Agnieszka Szczepanik). Головною вокалісткою гурту є Пауліна Васак (Paulina Wasak), яка виконує сольні партії в піснях «W moim ogródecku», «Wyszłabym za dziada» та «Siwy gołąbeczek», а також разом з Катажиною Стернік (Katarzyna Sternik) співає в пісні «Lipka». Вона також співає в хорі пісні Oj zagraj mi muzyko. Пісню «Siwy gołąbeczek», на відміну від інших, співає лише Пауліна Васак. До альбому Oj zagraj mi muzyko увійшла ще одна кавер-версія пісні ансаблю «Mazowsze» під назвою «Wyszłabym za dziada». Пісню «Rozmaryn zasiałem» співає лише Катажина Стернік. На концертах гурт також виконує горянську пісню «Gronicek» з Живецького Бескиду. Її співає Агнешка Ших (Agnieszka Szych).
У серпні 2016 року міністр культури та національної спадщини нагородив гурт "Rokiczanka" Почесним знаком «За заслуги перед польською культурою».

## Склад команди

### Вокалісти
- Ельжбета Грживач / Elżbieta Grzywacz
- Агата Коваляк / Agata Kowalak
- Анна Мазурек / Anna Mazurek
- Ельжбета Мазурек / Elżbieta Mazurek
- Катажина Стернік / Katarzyna Sternik
- Єва Музик / Ewa Muzyk
- Агнешка Щепанік / Agnieszka Szczepanik
- Малгожата Васак / Małgorzata Wasak
- Пауліна Васак / Paulina Wasak
- Тереза Врониш / Teresa Wronisz
- Каміль Кушплак / Kamil Kuszplak
- Миколай Васак / Mikołaj Wasak
- Даніель Мазурек / Daniel Mazurek
- Мацей Гамонь / Maciej Gamoń
- Міхал Котер / Michał Koter
- Войцех Лезяк / Wojciech Leziak
- Павло Єндрєєк / Paweł Jędrejek
- Агнешка Ших / Agnieszka Szych
- Евеліна Ладзяк / Ewelina Ładziak

### Інструменталісти
- Іренеуш Бачонко / Ireneusz Bachonko (акордеон, художній керівник)
- Лукаш Богуш / Łukasz Bogusz (акордеон)
- Павло Гавронський / Paweł Gawroński (акордеон)
- Максиміліан Воськ / Maksymilian Wosk (скрипка)
- Анна Йодловська-Ресяк / Anna Jodłowska-Resiak (скрипка)
- Sławomir Mazurek / Sławomir Mazurek (барабан, перкусія)
- Кшиштоф Пахла / Krzysztof Pachla (кларнет)
- Даміан Шимчак / Damian Szymczak (кларнет)
- Францішек Кміта / Franciszek Kmita (кларнет)
- Себастьян Фіт / Sebastian Fit (контрабас)
- Станіслав Блах / Stanisław Błach (контрабас)

## Дискографія
- W moim ogródecku — Rokiczanka, LP, 2011
- Muzyczne przygody — Mała Rokiczanka, LP, 2014
- Oj, zagraj mi muzyko! - Rokiczanka, LP, 2016
- Hej kolęda! — Rokiczanka, LP, 2018 (album świąteczny)